# بيتر إلياسن
بيتر إلياسن (بالنرويجية: Petter Eliassen)‏ هو متزحلق نرويجي، ولد في 1 ديسمبر 1985 في النرويج.

## وصلات خارجية
- بيتر إلياسن على موقع الاتحاد الدولي للتزلج (التزلج الريفي) (الإنجليزية)